# Saône (Doubs)
Saône – miejscowość i gmina we Francji, w regionie Burgundia-Franche-Comté, w departamencie Doubs.
Według danych na rok 2010 gminę zamieszkiwało 3260 osób, a gęstość zaludnienia wynosiła 159 osób/km².